# Nevado Juncal
Nevado Juncal ou Cerro Juncal é uma montanha na região central dos Andes, na Fronteira entre a Argentina e o Chile. Tem uma altura de 5953 metros de altura e abriga a nascente do rio Aconcagua. Está localizado perto de La Yesera, entre o departamento de Los Andes na Argentina e Valparaíso no Chile. A montanha abriga várias geleiras, incluindo Juncal Norte e Juncal Sur.